# Błażejki
Błażejki – wieś w Polsce, położona w województwie lubelskim, w powiecie łukowskim, w gminie Stoczek Łukowski.
| SIMC    | Nazwa     | Rodzaj    |
| ------- | --------- | --------- |
| 0691270 | Za Mostem | część wsi |

W 1660 roku wieś wchodziła w skład starostwa Latowicz.
W latach 1975–1998 miejscowość administracyjnie należała do województwa siedleckiego.
Wieś wchodzi w skład   sołectwa Błażejki-Ruda w gminie Stoczek Łukowski. Według Narodowego Spisu Powszechnego z roku 2011 wieś liczyła 78 mieszkańców.
Wierni Kościoła rzymskokatolickiego należą do parafii Wniebowzięcia Najświętszej Maryi Panny w Stoczku Łukowskim.